# Vivien Duffield
Vivien Louise Duffield (* 26. března 1946) je známá anglická filantropka a zakladatelka několika nadací. Od 70. let 20. století vede nadaci Clore Foundation. Clore Foundation (nyní Clore-Duffield Foundation) byla založena ve Velké Británii v roce 1964 a Charles Clore Izrael Foundation až v roce 1979. Je jednou z největších filantropek darující finance v Izraeli. Byla první, která ve svých finančních darech myslí i na arabské obyvatelstvo v Izraeli, které činí 20% z celkového počtu obyvatel.

## Curriculum Vitae
Vivien Duffieldse narodila v židovské rodině, její předci pocházeli z Rigy v Lotyšsku. Vivien Duffield je dcerou sira Charlese Clore-ho, jednoho z nejúspěšnějších poválečných obchodníků a štědrého filantropa. Po smrti svého otce v roce 1979 převzala předsednictví nadace Clore Foundation v Izraeli a ve Velké Británii. V Izraeli je místopředsedou rady ve Weizmannově institutu věd. Je čestným vědcem města Jeruzaléma a vítěz ceny Medvěd jeruzalémských nadací. Byl jí předán čestný titul DPhil. od Weizmannova institutu pro vědu a také čestný Ph.D honoris causa od Hebrejské univerzity v Jerusalémě.

## Aktivity
Vivien Duffield podporovala finančně několika stovkami milionů GBP Izrael. Přesné číslo jí není známo. V současné době se snaží, aby součástí každého projektu v Izraeli bylo i arabské obyvatelstvo. Její dary směřovaly hlavně Weizmannovu institutu v Izraeli, který chce podporovat i nadále. Vivien Duffield je také zakladatelkou a doživotní patronkou Eureka!-muzea pro děti v Halifaxu. Vivien Duffield iniciovala založení Židovského komunitního centra v Londýně a byla největším dárcem tohoto zařízení, které otevřelo v září 2013. Ve Spojeném království je její jméno spojeno s řadou charit. Je také členkou Rady Royal Opera House a předsedkyní nadace Royal Opera House Endowment Fund. Její nadace podporují řadu známých uměleckých a kulturních institucí jako muzea Tate Modern, British Museum a Natural History Museum.

## Postoje Vivien Duffield
Vivien Duffield nerada poskytuje rozhovory.
V roce 2018 v souvislosti s červencovým přijetím kontroverzního zákona, který definuje Izrael jako výlučně židovský stát, Vivien Duffield sdělila: „Můj Izrael je mrtvý“. O zmíněném zákonu se vyjádřila jako o zákonu týkajícího se apartheidu. Jedny pravidla pro jednu skupinou, jiná pro druhou.